# Font de Joanet (partida)
La Font de Joanet és una partida rural del terme municipal de Conca de Dalt, a l'antic terme de Toralla i Serradell, al Pallars Jussà, en territori que havia estat del poble de Toralla.
És a la dreta del barranc de Mascarell, a migdia de la Costa del Toll. És a ponent de Raidonal, al sud-est de les Paüls i al nord-oest de la partida de la Borda del Rei, al vessant nord-est de la Serra de Ramonic.